# Liste der Sonic-the-Hedgehog-Spiele
Die Liste der Sonic-the-Hedgehog-Spiele gibt eine Übersicht über alle jemals veröffentlichten und angekündigten Spiele der Sonic-the-Hedgehog-Reihe.
Derzeit zählt die Serie insgesamt 414 Videospiel-Veröffentlichungen und angekündigte Sonic-Spiele für 50 verschiedene Videospiel-Plattformen sowie 35 Bundles und 193 Gastauftritte in anderen Videospielen, die nachfolgend aufgeführt sind. (Stand: 8. Januar 2025)

## Konsolenspiele

### Sega Mega Drive
| Nr. | Titel                            | Release USA | Release Europa | Release Japan | Genre           | Entwickler                            |
| --- | -------------------------------- | ----------- | -------------- | ------------- | --------------- | ------------------------------------- |
| 1   | Sonic the Hedgehog               | 23.06.1991  | 23.06.1991     | 26.07.1991    | 2D-Jump 'n' Run | Sonic Team                            |
| 2   | Sonic Eraser                     | —           | —              | 28.12.1991    | Puzzle          | Sonic Team                            |
| 3   | Sonic the Hedgehog 2             | 24.11.1992  | 24.11.1992     | 21.11.1992    | 2D-Jump 'n' Run | Sonic Team / Sega Technical Institute |
| 4   | Sonic the Hedgehog Spinball      | 23.11.1993  | 15.11.1993     | 10.12.1993    | Pinball         | Sega Technical Institute              |
| 5   | Dr. Robotnik’s Mean Bean Machine | 26.11.1993  | 14.01.1994     | —             | Puzzle          | Sega Technical Institute              |
| 6   | Sonic the Hedgehog 3             | 02.02.1994  | 24.02.1994     | 27.05.1994    | 2D-Jump 'n' Run | Sonic Team / Sega Technical Institute |
| 7   | Wacky Worlds Creativity Studio   | 24.03.1994  | —              | —             | Educational     | HeadGames, Inc.                       |
| 8   | Sonic & Knuckles                 | 18.10.1994  | 18.10.1994     | 18.10.1994    | 2D-Jump 'n' Run | Sonic Team / Sega Technical Institute |
| 9   | Sonic Compilation                | August 1997 | Juli 1995      | —             | Collection      | Sonic Team                            |
| 10  | Sonic 3D: Flickies’ Island       | 07.11.1996  | 14.11.1996     | —             | 3D-Jump 'n' Run | Sonic Team / Traveller's Tales        |

### Sega Master System
| Nr. | Titel                            | Release USA | Release Europa | Release Brasilien | Genre           | Entwickler                            |
| --- | -------------------------------- | ----------- | -------------- | ----------------- | --------------- | ------------------------------------- |
| 1   | Sonic the Hedgehog (8-Bit)       | 25.10.1991  | 25.10.1991     | 17.01.1992        | 2D-Jump 'n' Run | Ancient                               |
| 2   | Sonic the Hedgehog 2 (8-Bit)     | —           | 16.10.1992     | 16.10.1992        | 2D-Jump 'n' Run | Aspect Co. Ltd                        |
| 3   | Sonic the Hedgehog Chaos         | —           | 25.10.1993     | 1993              | 2D-Jump 'n' Run | Aspect Co. Ltd                        |
| 4   | Dr. Robotnik’s Mean Bean Machine | —           | 26.07.1994     | 1994              | Puzzle          | Compile                               |
| 5   | Sonic the Hedgehog Spinball      | —           | 18.10.1994     | 25.01.1995        | Pinball         | Sega Interactive Development Division |
| 6   | Sonic Blast                      | —           | —              | 21.11.1997        | 2D-Jump 'n' Run | Aspect Co. Ltd                        |

### Sega Game Gear
| Nr. | Titel                             | Release USA | Release Europa | Release Japan | Genre           | Entwickler                            |
| --- | --------------------------------- | ----------- | -------------- | ------------- | --------------- | ------------------------------------- |
| 1   | Sonic the Hedgehog (8-Bit)        | 28.12.1991  | 28.12.1991     | 28.12.1991    | 2D-Jump 'n' Run | Ancient                               |
| 2   | Sonic the Hedgehog 2 (8-Bit)      | 17.11.1992  | 29.10.1992     | 21.11.1992    | 2D-Jump 'n' Run | Aspect Co. Ltd                        |
| 3   | Sonic the Hedgehog Chaos          | 23.11.1993  | 23.11.1993     | 19.11.1993    | 2D-Jump 'n' Run | Aspect Co. Ltd                        |
| 4   | Dr. Robotnik’s Mean Bean Machine  | 09.12.1993  | 14.01.1994     | —             | Puzzle          | Compile                               |
| 5   | Sonic Drift                       | —           | —              | 18.03.1994    | Rennspiel       | Sega Interactive Development Division |
| 6   | Sonic the Hedgehog Spinball       | 15.09.1994  | 12.08.1994     | —             | Pinball         | Sega Interactive Development Division |
| 7   | Sonic the Hedgehog Triple Trouble | 15.10.1994  | 11.11.1994     | 11.11.1994    | 2D-Jump 'n' Run | Aspect Co. Ltd                        |
| 8   | Sonic Drift Racing                | 17.11.1995  | 04.03.1995     | 17.03.1995    | Rennspiel       | Sega Interactive Development Division |
| 9   | Tails’ Skypatrol                  | —           | —              | 28.04.1995    | Adventure       | SIMS / JSH                            |
| 10  | Tails Adventure                   | 11.09.1995  | 22.09.1995     | 22.09.1995    | 2D-Jump 'n' Run | Aspect Co. Ltd                        |
| 11  | Sonic Labyrinth                   | 17.11.1995  | 17.10.1995     | 17.11.1995    | Action          | Minato Giken                          |
| 12  | Sonic 2 in 1                      | —           | Oktober 1995   | —             | Collection      | Aspect Co. Ltd                        |
| 13  | Sonic Blast                       | 12.12.1996  | 15.11.1996     | 13.12.1996    | 2D-Jump 'n' Run | Aspect Co. Ltd                        |

### Sega Mega-CD
| Nr. | Titel                 | Release USA | Release Europa | Release Japan | Genre           | Entwickler |
| --- | --------------------- | ----------- | -------------- | ------------- | --------------- | ---------- |
| 1   | Sonic the Hedgehog CD | 19.11.1993  | 08.10.1993     | 23.09.1993    | 2D-Jump 'n' Run | Sonic Team |

### Sega Pico
| Nr. | Titel                          | Release USA | Release Europa | Release Japan | Genre       | Entwickler                             |
| --- | ------------------------------ | ----------- | -------------- | ------------- | ----------- | -------------------------------------- |
| 1   | Tails und der Musikant         | 04.06.1994  | 05.12.1995     | 05.12.1995    | Edutainment | Sega / Realtime Associates / Novotrade |
| 2   | Sonic the Hedgehog’s Gameworld | 15.11.1996  | —              | 11.08.1994    | Edutainment | Aspect                                 |

### Sega 32X
| Nr. | Titel             | Release USA | Release Europa | Release Japan | Genre           | Entwickler |
| --- | ----------------- | ----------- | -------------- | ------------- | --------------- | ---------- |
| 1   | Knuckles’ Chaotix | 04.03.1995  | 19.05.1995     | 21.04.1995    | 2D-Jump 'n' Run | Sega       |

### Sega Saturn
| Nr. | Titel                      | Release USA | Release Europa | Release Japan | Genre           | Entwickler                     |
| --- | -------------------------- | ----------- | -------------- | ------------- | --------------- | ------------------------------ |
| 1   | Sonic 3D: Flickies’ Island | 20.11.1996  | 21.02.1997     | 14.10.1999    | 3D-Jump 'n' Run | Sonic Team / Traveller's Tales |
| 2   | Sonic Jam                  | 22.08.1997  | 28.08.1997     | 20.06.1997    | 3D-Jump 'n' Run | Aspect                         |
| 3   | Sonic R                    | 18.11.1997  | 21.11.1997     | 04.12.1997    | Rennspiel       | Sonic Team / Traveller's Tales |

### Game.com
| Nr. | Titel     | Release USA | Release Europa | Release Japan | Genre      | Entwickler |
| --- | --------- | ----------- | -------------- | ------------- | ---------- | ---------- |
| 1   | Sonic Jam | 10.07.1998  | —              | —             | Collection | Sega       |

### Sega Dreamcast
| Nr. | Titel                                   | Release USA | Release Europa | Release Japan | Genre           | Entwickler               |
| --- | --------------------------------------- | ----------- | -------------- | ------------- | --------------- | ------------------------ |
| 1   | Sonic Adventure (Original)              | —           | —              | 23.12.1998    | 3D-Jump 'n' Run | Sonic Team               |
| 2   | Sonic Adventure (International Version) | 09.09.1999  | 14.10.1999     | 14.10.1999    | 3D-Jump 'n' Run | Sonic Team USA           |
| 3   | Sonic Shuffle                           | 14.11.2000  | 09.03.2001     | 21.12.2000    | Party           | Sonic Team / Hudson Soft |
| 4   | Sega Smash Pack Volume 1                | 30.01.2001  | —              | —             | Collection      | Sega                     |
| 5   | Sonic Adventure 2                       | 18.06.2001  | 23.06.2001     | 23.06.2001    | 3D-Jump 'n' Run | Sonic Team               |

### Neo Geo Pocket Color
| Nr. | Titel                               | Release USA | Release Europa | Release Japan | Genre           | Entwickler       |
| --- | ----------------------------------- | ----------- | -------------- | ------------- | --------------- | ---------------- |
| 1   | Sonic the Hedgehog Pocket Adventure | 04.12.1999  | 25.02.2000     | 25.05.2000    | 2D-Jump 'n' Run | Sonic Team / SNK |

### Game Boy Advance
| Nr. | Titel                       | Release USA | Release Europa | Release Japan | Genre           | Entwickler                       |
| --- | --------------------------- | ----------- | -------------- | ------------- | --------------- | -------------------------------- |
| 1   | Sonic Advance               | 03.02.2002  | 08.03.2002     | 20.12.2001    | 2D-Jump 'n' Run | Sonic Team / Dimps               |
| 2   | Sega Smash Pack             | 23.09.2002  | 01.08.2003     | —             | Collection      | Sega                             |
| 3   | Sonic Advance 2             | 09.03.2003  | 28.03.2003     | 19.12.2002    | 2D-Jump 'n' Run | Sonic Team / Dimps               |
| 4   | Sonic Pinball Party         | 01.06.2003  | 31.10.2003     | 11.07.2003    | Pinball         | Sonic Team / Jupiter Corporation |
| 5   | Sonic Battle                | 05.01.2004  | 27.02.2004     | 04.12.2003    | Beat 'em up     | Sonic Team                       |
| 6   | Sonic X: A Super Sonic Hero | 14.05.2004  | —              | —             | Digital Movie   | Majesco Entertainment            |
| 7   | Sonic Advance 3             | 07.06.2004  | 15.06.2004     | 17.06.2004    | 2D-Jump 'n' Run | Sonic Team / Dimps               |
| 8   | Sonic the Hedgehog Genesis  | 14.11.2006  | —              | —             | 2D-Jump 'n' Run | Sega                             |

### Nintendo GameCube
| Nr. | Titel                              | Release USA | Release Europa | Release Japan | Genre           | Entwickler                  |
| --- | ---------------------------------- | ----------- | -------------- | ------------- | --------------- | --------------------------- |
| 1   | Sonic Adventure 2 Battle           | 11.02.2002  | 03.05.2002     | 20.12.2001    | 3D-Jump 'n' Run | Sonic Team                  |
| 2   | Sonic Mega Collection              | 10.11.2002  | 07.03.2003     | 19.12.2002    | Collection      | Sonic Team                  |
| 3   | Sonic Adventure DX: Director’s Cut | 18.06.2003  | 27.06.2003     | 19.06.2003    | 3D-Jump 'n' Run | Sonic Team / NOW Production |
| 4   | Sonic Heroes                       | 05.01.2004  | 06.02.2004     | 30.12.2003    | 3D-Jump 'n' Run | Sonic Team                  |
| 5   | Sonic Gems Collection              | 16.08.2005  | 30.09.2005     | 11.08.2005    | Collection      | Sonic Team                  |
| 6   | Shadow the Hedgehog                | 15.11.2005  | 18.11.2005     | 15.12.2005    | Action          | Sega Studio USA             |
| 7   | Sonic Riders                       | 21.02.2006  | 17.03.2006     | 23.02.2006    | Rennspiel       | Sonic Team / NOW Production |

### PlayStation 2
| Nr. | Titel                      | Release USA | Release Europa | Release Japan | Genre           | Entwickler                  |
| --- | -------------------------- | ----------- | -------------- | ------------- | --------------- | --------------------------- |
| 1   | Sonic Heroes               | 27.01.2004  | 06.02.2004     | 30.12.2003    | 3D-Jump 'n' Run | Sonic Team                  |
| 2   | Sega Superstars            | 02.11.2004  | 22.10.2004     | 11.11.2004    | Party           | Sonic Team                  |
| 3   | Sonic Mega Collection Plus | 02.11.2004  | 04.02.2005     | 09.12.2004    | Collection      | Sonic Team                  |
| 4   | Sonic Gems Collection      | —           | 30.09.2005     | 11.08.2005    | Collection      | Sonic Team                  |
| 5   | Shadow the Hedgehog        | 15.11.2005  | 18.11.2005     | 15.12.2005    | Action          | Sega Studio USA             |
| 6   | Sonic Riders               | 21.02.2006  | 17.03.2006     | 23.02.2006    | Rennspiel       | Sonic Team / NOW Production |
| 7   | Sega Mega Drive Collection | 16.11.2006  | 02.02.2007     | —             | Collection      | Digital Eclipse Software    |
| 8   | Sonic Riders: Zero Gravity | 08.01.2008  | 22.02.2008     | —             | Rennspiel       | Sonic Team / NOW Production |
| 9   | Sega Superstars Tennis     | 18.03.2008  | 20.03.2008     | —             | Sport           | Sumo Digital                |
| 10  | Sonic Unleashed            | 18.11.2008  | 28.11.2008     | 18.12.2008    | 3D-Jump 'n' Run | Sonic Team / Dimps          |

### Xbox
| Nr. | Titel                      | Release USA | Release Europa | Release Japan | Genre           | Entwickler                  |
| --- | -------------------------- | ----------- | -------------- | ------------- | --------------- | --------------------------- |
| 1   | Sonic Heroes               | 27.01.2004  | 06.02.2004     | 30.12.2003    | 3D-Jump 'n' Run | Sonic Team                  |
| 2   | Sonic Mega Collection Plus | 02.11.2004  | 04.02.2005     | 09.12.2004    | Collection      | Sonic Team                  |
| 3   | Shadow the Hedgehog        | 15.11.2005  | 18.11.2005     | 15.12.2005    | Action          | Sega Studio USA             |
| 4   | Sonic Riders               | 21.02.2006  | 17.03.2006     | 23.02.2006    | Rennspiel       | Sonic Team / NOW Production |

### Nokia N-Gage
| Nr. | Titel   | Release USA | Release Europa | Release Japan | Genre           | Entwickler |
| --- | ------- | ----------- | -------------- | ------------- | --------------- | ---------- |
| 1   | Sonic N | 06.10.2003  | 07.10.2003     | —             | 2D-Jump 'n' Run | Sega       |

### Leapfrog Leapster
| Nr. | Titel   | Release USA | Release Europa | Release Japan | Genre        | Entwickler  |
| --- | ------- | ----------- | -------------- | ------------- | ------------ | ----------- |
| 1   | Sonic X | 05.05.2005  | 2007           | —             | Lernsoftware | Torus Games |

### Nintendo DS
| Nr. | Titel                                           | Release USA | Release Europa | Release Japan | Genre           | Entwickler         |
| --- | ----------------------------------------------- | ----------- | -------------- | ------------- | --------------- | ------------------ |
| 1   | Sonic Rush                                      | 15.11.2005  | 18.11.2005     | 23.11.2005    | 2D-Jump 'n' Run | Sonic Team / Dimps |
| 2   | Sonic Rush Adventure                            | 18.09.2007  | 13.09.2007     | 18.10.2007    | 2D-Jump 'n' Run | Sonic Team / Dimps |
| 3   | Mario & Sonic bei den Olympischen Spielen       | 22.01.2008  | 08.02.2008     | 17.01.2008    | Sport           | Nintendo / Sega    |
| 4   | Sega Superstars Tennis                          | 18.03.2008  | 20.03.2008     | —             | Sport           | Sumo Digital       |
| 5   | Sonic Chronicles: Die Dunkle Bruderschaft       | 30.09.2008  | 26.09.2008     | 06.08.2009    | RPG             | BioWare            |
| 6   | Mario & Sonic bei den Olympischen Winterspielen | 13.10.2009  | 16.10.2009     | 05.11.2009    | Sport           | Nintendo / Sega    |
| 7   | Sonic & Sega All-Stars Racing                   | 23.02.2010  | 26.02.2010     | —             | Rennspiel       | Sumo Digital       |
| 8   | Sonic Classic Collection                        | 02.03.2010  | 12.03.2010     | —             | Collection      | Creative Assembly  |
| 9   | Sonic Colours                                   | 16.11.2010  | 12.11.2010     | 18.11.2010    | 2D-Jump 'n' Run | Dimps              |

### PlayStation Portable
| Nr. | Titel                      | Release USA | Release Europa | Release Japan | Genre      | Entwickler               |
| --- | -------------------------- | ----------- | -------------- | ------------- | ---------- | ------------------------ |
| 1   | Sonic Rivals               | 16.11.2006  | 01.12.2006     | —             | Rennspiel  | Backbone Entertainment   |
| 2   | Sega Mega Drive Collection | 16.11.2006  | 02.02.2007     | —             | Collection | Digital Eclipse Software |
| 3   | Sonic Rivals 2             | 13.11.2007  | 07.12.2007     | —             | Rennspiel  | Backbone Entertainment   |

### Xbox 360
| Nr. | Titel                                            | Release USA | Release Europa | Release Japan | Genre           | Entwickler             |
| --- | ------------------------------------------------ | ----------- | -------------- | ------------- | --------------- | ---------------------- |
| 1   | Sonic the Hedgehog (2006)                        | 14.11.2006  | 24.11.2006     | 21.12.2006    | 3D-Jump 'n' Run | Sonic Team             |
| 2   | Sega Superstars Tennis                           | 18.03.2008  | 20.03.2008     | —             | Sport           | Sumo Digital           |
| 3   | Sonic Unleashed                                  | 20.11.2008  | 28.11.2008     | 19.02.2009    | 3D-Jump 'n' Run | Sonic Team             |
| 4   | Sega Mega Drive Ultimate Collection              | 10.02.2009  | 20.02.2009     | —             | Collection      | Backbone Entertainment |
| 5   | Sonic & Sega All-Stars Racing with Banjo-Kazooie | 23.02.2010  | 26.02.2010     | —             | Rennspiel       | Sumo Digital           |
| 6   | Sonic Free Riders                                | 04.11.2010  | 10.11.2010     | 20.11.2010    | Rennspiel       | Sonic Team             |
| 7   | Dreamcast Collection                             | 22.02.2011  | 25.02.2011     | —             | Collection      | Sega                   |
| 8   | Sonic Generations                                | 01.11.2011  | 04.11.2011     | 01.12.2011    | 3D-Jump 'n' Run | Sonic Team             |
| 9   | Sonic & All-Stars Racing Transformed             | 20.11.2012  | 16.11.2012     | —             | Rennspiel       | Sumo Digital           |

### PlayStation 3
| Nr. | Titel                                | Release USA | Release Europa | Release Japan | Genre           | Entwickler             |
| --- | ------------------------------------ | ----------- | -------------- | ------------- | --------------- | ---------------------- |
| 1   | Sonic the Hedgehog (2006)            | 30.01.2007  | 23.03.2007     | 21.12.2006    | 3D-Jump 'n' Run | Sonic Team             |
| 2   | Sega Superstars Tennis               | 18.03.2008  | 20.03.2008     | —             | Sport           | Sumo Digital           |
| 3   | Sonic Unleashed                      | 09.12.2008  | 19.12.2008     | 19.02.2009    | 3D-Jump 'n' Run | Sonic Team             |
| 4   | Sega Mega Drive Ultimate Collection  | 10.02.2009  | 20.02.2009     | —             | Collection      | Backbone Entertainment |
| 5   | Sonic & Sega All-Stars Racing        | 23.02.2010  | 26.02.2010     | —             | Rennspiel       | Sumo Digital           |
| 6   | Sonic Generations                    | 01.11.2011  | 04.11.2011     | 01.12.2011    | 3D-Jump 'n' Run | Sonic Team             |
| 7   | Sonic & All-Stars Racing Transformed | 20.11.2012  | 16.11.2012     | 15.05.2014    | Rennspiel       | Sumo Digital           |

### Leapfrog Didj
| Nr. | Titel                   | Release USA | Release Europa | Release Japan | Genre           | Entwickler           |
| --- | ----------------------- | ----------- | -------------- | ------------- | --------------- | -------------------- |
| 1   | Sonic the Hedgehog Didj | 2008        | —              | —             | 2D-Jump 'n' Run | LeapFrog Enterprises |

### Nintendo Wii
| Nr. | Titel                                                 | Release USA | Release Europa | Release Japan | Genre           | Entwickler                            |
| --- | ----------------------------------------------------- | ----------- | -------------- | ------------- | --------------- | ------------------------------------- |
| 1   | Sonic und die Geheimen Ringe                          | 20.02.2007  | 02.03.2007     | 15.03.2007    | Action          | Sonic Team                            |
| 2   | Mario & Sonic bei den Olympischen Spielen             | 06.11.2007  | 23.11.2007     | 22.11.2007    | Sport           | Nintendo / Sega                       |
| 3   | Sonic Riders: Zero Gravity                            | 08.01.2008  | 22.02.2008     | 17.01.2008    | Rennspiel       | Sonic Team / NOW Production           |
| 4   | Super Smash Bros. Brawl                               | 09.03.2008  | 27.06.2008     | 31.01.2008    | Beat 'em up     | Nintendo / Sora Ltd. / HAL Laboratory |
| 5   | Sega Superstars Tennis                                | 18.03.2008  | 20.03.2008     | —             | Sport           | Sumo Digital                          |
| 6   | Sonic Unleashed                                       | 18.11.2008  | 28.11.2008     | 18.12.2008    | 3D-Jump 'n' Run | Sonic Team / Dimps                    |
| 7   | Sonic und der Schwarze Ritter                         | 03.03.2009  | 13.03.2009     | 12.03.2009    | Action          | Sonic Team                            |
| 8   | Mario & Sonic bei den Olympischen Winterspielen       | 13.10.2009  | 16.10.2009     | 05.11.2009    | Sport           | Nintendo / Sega                       |
| 9   | Sonic & Sega All-Stars Racing                         | 23.02.2010  | 26.02.2010     | —             | Rennspiel       | Sumo Digital                          |
| 10  | Sonic Colours                                         | 16.11.2010  | 12.11.2010     | 18.11.2010    | 3D-Jump 'n' Run | Sonic Team                            |
| 11  | Mario & Sonic bei den Olympischen Spielen London 2012 | 15.11.2011  | 13.11.2011     | 08.12.2011    | Sport           | Nintendo / Sega                       |

### Nintendo 3DS
| Nr. | Titel                                                 | Release USA | Release Europa | Release Japan | Genre           | Entwickler               |
| --- | ----------------------------------------------------- | ----------- | -------------- | ------------- | --------------- | ------------------------ |
| 1   | Sonic Generations                                     | 22.11.2011  | 25.11.2011     | 01.12.2011    | 2D-Jump 'n' Run | Dimps                    |
| 2   | Mario & Sonic bei den Olympischen Spielen London 2012 | 14.02.2012  | 09.02.2012     | 01.03.2012    | Sport           | Nintendo / Sega          |
| 3   | Sonic & All-Stars Racing Transformed                  | 11.12.2012  | 20.12.2012     | —             | Rennspiel       | Sumo Digital             |
| 4   | Sonic Lost World                                      | 29.10.2013  | 18.10.2013     | 24.10.2013    | 3D-Jump 'n' Run | Dimps                    |
| 5   | Super Smash Bros. for Nintendo 3DS                    | 03.10.2014  | 02.10.2014     | 13.09.2014    | Beat 'em up     | Sora Ltd. / Bandai Namco |
| 6   | Sonic Boom: Der zerbrochene Kristall                  | 11.11.2014  | 21.11.2014     | 18.12.2014    | 2D-Jump 'n' Run | Sanzaru Games            |
| 7   | Sega 3D Classics Collection                           | 26.04.2016  | 04.11.2016     | 23.12.2015    | Collection      | Sega / M2                |
| 8   | Mario & Sonic bei den Olympischen Spielen Rio 2016    | 18.03.2016  | 08.04.2016     | 18.02.2016    | Sport           | Nintendo / Sega          |
| 9   | Sonic Boom: Feuer & Eis                               | 27.09.2016  | 30.09.2016     | 27.10.2016    | 2D-Jump 'n' Run | Sanzaru Games            |
| 10  | Sega 3D Reprint Archives 3: Final Stage               | —           | —              | 22.12.2016    | Collection      | Sega / M2                |

### PlayStation Vita
| Nr. | Titel                                | Release USA | Release Europa | Release Japan | Genre     | Entwickler   |
| --- | ------------------------------------ | ----------- | -------------- | ------------- | --------- | ------------ |
| 1   | Sonic & All-Stars Racing Transformed | 11.12.2012  | 20.12.2012     | —             | Rennspiel | Sumo Digital |

### Wii U
| Nr. | Titel                                                        | Release USA | Release Europa | Release Japan | Genre           | Entwickler               |
| --- | ------------------------------------------------------------ | ----------- | -------------- | ------------- | --------------- | ------------------------ |
| 1   | Sonic & All-Stars Racing Transformed                         | 18.11.2012  | 30.11.2012     | 15.05.2014    | Rennspiel       | Sumo Digital             |
| 2   | Sonic Lost World                                             | 29.10.2013  | 18.10.2013     | 24.10.2013    | 3D-Jump 'n' Run | Sonic Team               |
| 3   | Mario & Sonic bei den Olympischen Winterspielen Sotschi 2014 | 15.11.2013  | 08.11.2013     | 05.12.2013    | Sport           | Nintendo / Sega          |
| 4   | Sonic Boom: Lyrics Aufstieg                                  | 11.11.2014  | 21.11.2014     | 18.12.2014    | 3D-Jump 'n' Run | Big Red Button           |
| 5   | Super Smash Bros. for Wii U                                  | 21.11.2014  | 28.11.2014     | 06.12.2014    | Beat 'em up     | Sora Ltd. / Bandai Namco |
| 6   | Mario & Sonic bei den Olympischen Spielen Rio 2016           | 24.06.2016  | 24.06.2016     | 23.06.2016    | Sport           | Nintendo / Sega          |

### Oculus Rift
| Nr. | Titel         | Release USA | Release Europa | Release Japan | Genre      | Entwickler |
| --- | ------------- | ----------- | -------------- | ------------- | ---------- | ---------- |
| 1   | Oculus Arcade | 2016        | 2016           | 2016          | Collection | Oculus     |

### PlayStation 4
| Nr. | Titel                      | Release USA | Release Europa | Release Japan | Genre            | Entwickler                    |
| --- | -------------------------- | ----------- | -------------- | ------------- | ---------------- | ----------------------------- |
| 1   | Sonic Mania                | 15.08.2017  | 15.08.2017     | 16.08.2017    | 2D-Jump 'n' Run  | Headcannon / PagodaWest Games |
| 2   | Sonic Forces               | 07.11.2017  | 07.11.2017     | 09.11.2017    | 3D-Jump 'n' Run  | Sonic Team                    |
| 3   | Sega Mega Drive Classics   | 29.05.2018  | 29.05.2018     | 29.05.2018    | Collection       | Sega / D3 Limited             |
| 4   | Sonic Mania Plus           | 17.07.2018  | 17.07.2018     | 17.07.2018    | 2D-Jump 'n' Run  | Headcannon / PagodaWest Games |
| 5   | Team Sonic Racing          | 21.05.2019  | 21.05.2019     | 21.05.2019    | Rennspiel        | Sumo Digital                  |
| 6   | Sonic Colours: Ultimate    | 07.09.2021  | 07.09.2021     | 07.09.2021    | 3D-Jump 'n' Run  | Blind Squirrel Games          |
| 7   | Sonic Origins              | 23.06.2022  | 23.06.2022     | 23.06.2022    | Collection       | Sonic Team / Headcannon       |
| 8   | Sonic Frontiers            | 08.11.2022  | 08.11.2022     | 08.11.2022    | Action-Adventure | Sonic Team                    |
| 9   | Sonic Origins Plus         | 23.06.2023  | 23.06.2023     | 23.06.2023    | Collection       | Sonic Team                    |
| 10  | Sonic Speed Simulator      | 10.10.2023  | 10.10.2023     | 10.10.2023    | 3D-Jump 'n' Run  | Sega / Gamefam Studios        |
| 11  | Sonic Superstars           | 17.10.2023  | 17.10.2023     | 17.10.2023    | 2D-Jump 'n' Run  | Sonic Team                    |
| 12  | Sonic X Shadow Generations | 25.10.2024  | 25.10.2024     | 25.10.2024    | 3D-Jump 'n' Run  | Sonic Team                    |
| 13  | Sonic Racing CrossWorlds   | 2025        | 2025           | 2025          | Rennspiel        |                               |

### Xbox One
| Nr. | Titel                      | Release USA | Release Europa | Release Japan | Genre            | Entwickler                    |
| --- | -------------------------- | ----------- | -------------- | ------------- | ---------------- | ----------------------------- |
| 1   | Sonic Mania                | 15.08.2017  | 15.08.2017     | 16.08.2017    | 2D-Jump 'n' Run  | Headcannon / PagodaWest Games |
| 2   | Sonic Forces               | 07.11.2017  | 07.11.2017     | 09.11.2017    | 3D-Jump 'n' Run  | Sonic Team                    |
| 3   | Sega Mega Drive Classics   | 29.05.2018  | 29.05.2018     | 29.05.2018    | Collection       | Sega / D3 Limited             |
| 4   | Team Sonic Racing          | 21.05.2019  | 21.05.2019     | 21.05.2019    | Rennspiel        | Sumo Digital                  |
| 5   | Sonic Colours: Ultimate    | 07.09.2021  | 07.09.2021     | 07.09.2021    | 3D-Jump 'n' Run  | Blind Squirrel Games          |
| 6   | Sonic Speed Simulator      | 16.04.2022  | 16.04.2022     | 16.04.2022    | 3D-Jump 'n' Run  | Sega / Gamefam Studios        |
| 7   | Sonic Origins              | 23.06.2022  | 23.06.2022     | 23.06.2022    | Collection       | Sonic Team / Headcannon       |
| 8   | Sonic Frontiers            | 08.11.2022  | 08.11.2022     | 08.11.2022    | Action-Adventure | Sonic Team                    |
| 9   | Sonic Origins Plus         | 23.06.2023  | 23.06.2023     | 23.06.2023    | Collection       | Sonic Team                    |
| 10  | Sonic Superstars           | 17.10.2023  | 17.10.2023     | 17.10.2023    | 2D-Jump 'n' Run  | Sonic Team                    |
| 11  | Sonic X Shadow Generations | 25.10.2024  | 25.10.2024     | 25.10.2024    | 3D-Jump 'n' Run  | Sonic Team                    |
| 12  | Sonic Racing CrossWorlds   | 2025        | 2025           | 2025          | Rennspiel        |                               |

### Nintendo Switch
| Nr. | Titel                                                | Release USA | Release Europa | Release Japan | Genre            | Entwickler                          |
| --- | ---------------------------------------------------- | ----------- | -------------- | ------------- | ---------------- | ----------------------------------- |
| 1   | Sonic Mania                                          | 15.08.2017  | 15.08.2017     | 16.08.2017    | 2D-Jump 'n' Run  | Headcannon / PagodaWest Games       |
| 2   | Sonic Forces                                         | 07.11.2017  | 07.11.2017     | 09.11.2017    | 3D-Jump 'n' Run  | Sonic Team                          |
| 3   | Sonic Mania Plus                                     | 17.07.2018  | 17.07.2018     | 17.07.2018    | 2D-Jump 'n' Run  | Headcannon / PagodaWest Games       |
| 4   | Sega Ages: Sonic the Hedgehog                        | 20.09.2018  | 20.09.2018     | 20.09.2018    | 2D-Jump 'n' Run  | Sonic Team                          |
| 5   | Sega Mega Drive Classics                             | 07.12.2018  | 06.12.2018     | —             | Collection       | Sega / D3 Limited                   |
| 6   | Super Smash Bros. Ultimate                           | 07.12.2018  | 07.12.2018     | 07.12.2018    | Beat 'em up      | Nintendo / Sora Ltd. / Bandai Namco |
| 7   | Team Sonic Racing                                    | 21.05.2019  | 21.05.2019     | 21.05.2019    | Rennspiel        | Sumo Digital                        |
| 8   | Mario & Sonic bei den Olympischen Spielen Tokyo 2020 | 05.11.2019  | 08.11.2019     | 01.11.2019    | Sport            | Sega                                |
| 9   | Sega Ages: Sonic the Hedgehog 2                      | 20.02.2020  | 20.02.2020     | 20.02.2020    | 2D-Jump 'n' Run  | Sonic Team                          |
| 10  | Sonic Colours: Ultimate                              | 07.09.2021  | 07.09.2021     | 07.09.2021    | 3D-Jump 'n' Run  | Blind Squirrel Games                |
| 11  | Sonic Origins                                        | 23.06.2022  | 23.06.2022     | 23.06.2022    | Collection       | Sonic Team / Headcannon             |
| 12  | Sonic Frontiers                                      | 08.11.2022  | 08.11.2022     | 08.11.2022    | Action-Adventure | Sonic Team                          |
| 13  | Sonic Origins Plus                                   | 23.06.2023  | 23.06.2023     | 23.06.2023    | Collection       | Sonic Team                          |
| 14  | Sonic Superstars                                     | 17.10.2023  | 17.10.2023     | 17.10.2023    | 2D-Jump 'n' Run  | Sonic Team                          |
| 15  | Sonic X Shadow Generations                           | 25.10.2024  | 25.10.2024     | 25.10.2024    | 3D-Jump 'n' Run  | Sonic Team                          |
| 16  | Sonic Racing CrossWorlds                             | 2025        | 2025           | 2025          | Rennspiel        |                                     |

### Xbox Series
| Nr. | Titel                      | Weltweiter Release | Genre            | Entwickler              |
| --- | -------------------------- | ------------------ | ---------------- | ----------------------- |
| 1   | Sonic Colours: Ultimate    | 07.09.2021         | 3D-Jump 'n' Run  | Blind Squirrel Games    |
| 2   | Sonic Speed Simulator      | 16.04.2022         | 3D-Jump 'n' Run  | Sega / Gamefam Studios  |
| 3   | Sonic Origins              | 23.06.2022         | Collection       | Sonic Team / Headcannon |
| 4   | Sonic Frontiers            | 08.11.2022         | Action-Adventure | Sonic Team              |
| 5   | Sonic Origins Plus         | 23.06.2023         | Collection       | Sonic Team              |
| 6   | Sonic Superstars           | 17.10.2023         | 2D-Jump 'n' Run  | Sonic Team              |
| 7   | Sonic X Shadow Generations | 25.10.2024         | 3D-Jump 'n' Run  | Sonic Team              |
| 8   | Sonic Racing CrossWorlds   | 2025               | Rennspiel        |                         |

### PlayStation 5
| Nr. | Titel                      | Weltweiter Release | Genre            | Entwickler              |
| --- | -------------------------- | ------------------ | ---------------- | ----------------------- |
| 1   | Sonic Origins              | 23.06.2022         | Collection       | Sonic Team / Headcannon |
| 2   | Sonic Frontiers            | 08.11.2022         | Action-Adventure | Sonic Team              |
| 3   | Sonic Origins Plus         | 23.06.2023         | Collection       | Sonic Team              |
| 4   | Sonic Speed Simulator      | 10.10.2023         | 3D-Jump 'n' Run  | Sega / Gamefam Studios  |
| 5   | Sonic Superstars           | 17.10.2023         | 2D-Jump 'n' Run  | Sonic Team              |
| 6   | Sonic X Shadow Generations | 25.10.2024         | 3D-Jump 'n' Run  | Sonic Team              |
| 7   | Sonic Racing CrossWorlds   | 2025               | Rennspiel        |                         |

### Nintendo Switch 2
| Nr. | Titel                      | Weltweiter Release | Genre           | Entwickler |
| --- | -------------------------- | ------------------ | --------------- | ---------- |
| 1   | Sonic X Shadow Generations | 05.06.2025         | 3D-Jump 'n' Run | Sonic Team |

## Online-Stores

### Wii-Shop-Kanal
| Nr. | Titel                            | Release USA | Release Europa | Release Japan | Genre           | Entwickler                     |
| --- | -------------------------------- | ----------- | -------------- | ------------- | --------------- | ------------------------------ |
| 1   | Sonic the Hedgehog               | 19.11.2006  | 07.12.2006     | 02.12.2006    | 2D-Jump 'n' Run | Sonic Team                     |
| 2   | Dr. Robotnik’s Mean Bean Machine | 11.12.2006  | 15.12.2006     | —             | Puzzle          | Sega Technical Institute       |
| 3   | Sonic the Hedgehog Spinball      | 12.03.2007  | 05.04.2007     | —             | Pinball         | Sega Technical Institute       |
| 4   | Sonic the Hedgehog 2             | 11.06.2007  | 06.07.2007     | 19.06.2007    | 2D-Jump 'n' Run | Sonic Team                     |
| 5   | Sonic the Hedgehog 3             | 10.09.2007  | 07.09.2007     | 21.08.2007    | 2D-Jump 'n' Run | Sonic Team                     |
| 6   | Sonic 3D: Flickies’ Island       | 19.11.2007  | 02.11.2007     | 16.10.2007    | 3D-Jump 'n' Run | Sonic Team / Traveller's Tales |
| 7   | Sonic the Hedgehog (8-Bit)       | 04.08.2008  | 19.09.2008     | 05.08.2008    | 2D-Jump 'n' Run | Ancient                        |
| 8   | Sonic the Hedgehog 2 (8-Bit)     | 08.12.2008  | 26.12.2008     | 18.11.2008    | 2D-Jump 'n' Run | Aspect                         |
| 9   | Sonic the Hedgehog Chaos         | 02.02.2009  | 06.02.2009     | 17.03.2009    | 2D-Jump 'n' Run | Aspect                         |
| 10  | Sonic & Knuckles                 | 15.02.2010  | 12.02.2010     | 27.10.2009    | 2D-Jump 'n' Run | Sonic Team                     |
| 11  | Sonic the Hedgehog 4: Episode I  | 11.10.2010  | 15.10.2010     | 12.10.2010    | 2D-Jump 'n' Run | Sonic Team / Dimps             |

### Xbox Live Arcade
| Nr. | Titel                            | Release USA | Release Europa | Release Japan | Genre           | Entwickler         |
| --- | -------------------------------- | ----------- | -------------- | ------------- | --------------- | ------------------ |
| 1   | Sonic the Hedgehog               | 11.07.2007  | 11.07.2007     | 11.07.2007    | 2D-Jump 'n' Run | Sonic Team         |
| 2   | Sonic the Hedgehog 2             | 12.09.2007  | 12.09.2007     | 12.09.2007    | 2D-Jump 'n' Run | Sonic Team         |
| 3   | Sonic the Hedgehog 3             | 10.06.2009  | 10.06.2009     | 10.06.2009    | 2D-Jump 'n' Run | Sonic Team         |
| 4   | Sonic & Knuckles                 | 09.09.2009  | 09.09.2009     | 09.09.2009    | 2D-Jump 'n' Run | Sonic Team         |
| 5   | Sonic Adventure                  | 15.09.2010  | 21.09.2010     | 25.09.2010    | 3D-Jump 'n' Run | Sonic Team         |
| 6   | Sonic the Hedgehog 4: Episode I  | 13.10.2010  | 13.10.2010     | 13.10.2010    | 2D-Jump 'n' Run | Sonic Team / Dimps |
| 7   | Sonic the Hedgehog CD            | 14.12.2011  | 14.12.2011     | 14.12.2011    | 2D-Jump 'n' Run | Sonic Team         |
| 8   | Sonic the Hedgehog 4: Episode II | 16.05.2012  | 16.05.2012     | 16.05.2012    | 2D-Jump 'n' Run | Sonic Team / Dimps |
| 9   | Sonic Adventure 2                | 05.10.2012  | 05.10.2012     | 05.10.2012    | 3D-Jump 'n' Run | Sonic Team         |
| 10  | Sonic the Fighters               | 28.11.2012  | 28.11.2012     | 28.11.2012    | Beat 'em up     | Sega AM2           |

### PlayStation Network
| Nr. | Titel                            | Release USA | Release Europa | Release Japan | Genre           | Entwickler                    |
| --- | -------------------------------- | ----------- | -------------- | ------------- | --------------- | ----------------------------- |
| 1   | Sonic the Hedgehog               | 11.07.2007  | 11.07.2007     | 11.07.2007    | 2D-Jump 'n' Run | Sonic Team                    |
| 2   | Sonic Adventure                  | 20.09.2010  | 21.09.2010     | 29.09.2010    | 3D-Jump 'n' Run | Sonic Team                    |
| 3   | Sonic the Hedgehog 4: Episode I  | 12.10.2010  | 13.10.2010     | 12.10.2010    | 2D-Jump 'n' Run | Sonic Team / Dimps            |
| 4   | Sonic the Hedgehog 2             | 19.04.2011  | 19.04.2011     | 19.04.2011    | 2D-Jump 'n' Run | Sonic Team                    |
| 5   | Sonic the Hedgehog CD            | 20.12.2011  | 14.12.2011     | —             | 2D-Jump 'n' Run | Sonic Team                    |
| 6   | Sonic Heroes                     | —           | 22.02.2012     | 17.09.2014    | 3D-Jump 'n' Run | Sonic Team                    |
| 7   | Sonic the Hedgehog 4: Episode II | 15.05.2012  | 15.05.2012     | 15.05.2012    | 2D-Jump 'n' Run | Sonic Team / Dimps            |
| 8   | Sonic Adventure 2                | 02.10.2012  | 03.10.2012     | 04.10.2012    | 3D-Jump 'n' Run | Sonic Team                    |
| 9   | Sonic the Fighters               | 27.11.2012  | 28.11.2012     | 05.12.2012    | Beat 'em up     | Sega AM2                      |
| 10  | Shadow the Hedgehog              | 07.08.2013  | 07.08.2013     | 19.06.2013    | Action          | Sega Studio USA               |
| 11  | Sonic & Sega All-Stars Racing    | 30.09.2014  | 30.09.2014     | 30.09.2014    | Rennspiel       | Sumo Digital                  |
| 12  | Sonic Generations                | 25.11.2014  | 25.11.2014     | 25.11.2014    | 3D-Jump 'n' Run | Sonic Team                    |
| 13  | Sonic Unleashed                  | 07.03.2017  | 07.03.2017     | 07.03.2017    | Rennspiel       | Sumo Digital                  |
| 14  | Sonic Forces                     | 01.06.2021  | 01.06.2021     | 01.06.2021    | 3D-Jump 'n' Run | Sonic Team                    |
| 15  | Team Sonic Racing                | 01.06.2021  | 01.06.2021     | 01.06.2021    | Rennspiel       | Sumo Digital                  |
| 16  | Sonic Mania                      | 01.06.2021  | 01.06.2021     | 01.06.2021    | 2D-Jump 'n' Run | Headcannon / PagodaWest Games |

### Nintendo eShop(3DS)
| Nr. | Titel                             | Release USA | Release Europa | Release Japan | Genre           | Entwickler                            |
| --- | --------------------------------- | ----------- | -------------- | ------------- | --------------- | ------------------------------------- |
| 1   | Sonic the Hedgehog Triple Trouble | 15.03.2012  | 29.03.2012     | 14.03.2012    | 2D-Jump 'n' Run | Aspect                                |
| 2   | Sonic Blast                       | 20.06.2013  | 14.06.2012     | 08.04.2012    | 2D-Jump 'n' Run | Aspect                                |
| 3   | Sonic Labyrinth                   | 27.06.2013  | 10.05.2012     | 16.05.2012    | Action          | Minato Giken                          |
| 4   | Sonic the Hedgehog 2 (8-Bit)      | 27.06.2013  | 27.06.2013     | 31.10.2012    | 2D-Jump 'n' Run | Aspect                                |
| 5   | Sonic Drift Racing                | 04.07.2013  | 04.07.2013     | 14.11.2012    | Rennspiel       | Sega Interactive Development Division |
| 6   | Tails Adventure                   | 20.06.2013  | 20.06.2013     | 03.04.2013    | 2D-Jump 'n' Run | Aspect                                |
| 7   | 3D Sonic the Hedgehog             | 05.12.2013  | 05.12.2013     | 15.05.2013    | 2D-Jump 'n' Run | Sega / M2                             |
| 8   | Sonic the Hedgehog (8-Bit)        | 07.06.2013  | 13.06.2013     | 04.12.2013    | 2D-Jump 'n' Run | Ancient                               |
| 9   | Dr. Robotnik’s Mean Bean Machine  | 13.06.2013  | 13.06.2013     | —             | Puzzle          | Compile                               |
| 10  | 3D Sonic the Hedgehog 2           | 08.10.2015  | 08.10.2015     | 22.07.2015    | 2D-Jump 'n' Run | Sega / M2                             |

### Ouya
| Nr. | Titel                            | Weltweiter Release | Genre           | Entwickler         |
| --- | -------------------------------- | ------------------ | --------------- | ------------------ |
| 1   | Sonic the Hedgehog 4: Episode I  | 08.07.2013         | 2D-Jump 'n' Run | Sonic Team / Dimps |
| 2   | Sonic the Hedgehog 4: Episode II | 08.07.2013         | 2D-Jump 'n' Run | Sonic Team / Dimps |
| 3   | Sonic the Hedgehog CD            | 01.08.2013         | 2D-Jump 'n' Run | Sonic Team         |

### Nvidia Shield
| Nr. | Titel                            | Weltweiter Release | Genre           | Entwickler         |
| --- | -------------------------------- | ------------------ | --------------- | ------------------ |
| 1   | Sonic the Hedgehog 4: Episode II | 31.07.2013         | 2D-Jump 'n' Run | Sonic Team / Dimps |

### Nintendo eShop(Wii U)
| Nr. | Titel           | Release USA | Release Europa | Release Japan | Genre           | Entwickler         |
| --- | --------------- | ----------- | -------------- | ------------- | --------------- | ------------------ |
| 1   | Sonic Advance   | —           | —              | 18.02.2015    | 2D-Jump 'n' Run | Sonic Team / Dimps |
| 2   | Sonic Advance 2 | —           | —              | 24.02.2016    | 2D-Jump 'n' Run | Sonic Team / Dimps |
| 3   | Sonic Advance 3 | —           | —              | 25.05.2016    | 2D-Jump 'n' Run | Sonic Team / Dimps |

### Amazon Luna
| Nr. | Titel                   | Weltweiter Release | Genre           | Entwickler                    |
| --- | ----------------------- | ------------------ | --------------- | ----------------------------- |
| 1   | Sonic Mania Plus        | 20.10.2020         | 2D-Jump 'n' Run | Headcannon / PagodaWest Games |
| 2   | Team Sonic Racing       | 12.03.2021         | Rennspiel       | Sumo Digital                  |
| 3   | Sonic Colours: Ultimate | 07.09.2021         | 3D-Jump 'n' Run | Blind Squirrel Games          |
| 4   | Sonic Frontiers         | 19.12.2024         | 3D-Jump 'n' Run | Sonic Team                    |

### Nintendo Switch Online
| Nr. | Titel                            | Weltweiter Release | Genre           | Entwickler                            |
| --- | -------------------------------- | ------------------ | --------------- | ------------------------------------- |
| 1   | Sonic the Hedgehog 2             | 25.10.2021         | 2D-Jump 'n' Run | Sonic Team / Sega Technical Institute |
| 2   | Dr. Robotnik’s Mean Bean Machine | 25.10.2021         | Puzzle          | Sega Technical Institute              |
| 3   | Sonic the Hedgehog Spinball      | 22.04.2022         | Pinball         | Sega Technical Institute              |

## PC/Windows

### Retail
| Nr. | Titel                              | Release USA  | Release Europa | Release Japan | Genre           | Entwickler                         |
| --- | ---------------------------------- | ------------ | -------------- | ------------- | --------------- | ---------------------------------- |
| 1   | Wacky Worlds Creativity Studio     | 15.09.1994   | —              | —             | Educational     | HeadGames, Inc.                    |
| 2   | Sonic the Hedgehog CD              | 26.09.1996   | 03.10.1996     | 09.08.1996    | 2D-Jump 'n' Run | Sonic Team                         |
| 3   | Sonic’s Schoolhouse                | 18.10.1996   | —              | —             | Educational     | Orion Interactive, BAP Interactive |
| 4   | Sonic & Knuckles Collection        | 20.03.1997   | 20.03.1997     | 14.02.1997    | Collection      | H.I.C.                             |
| 5   | Sonic 3D: Flickies’ Island         | 16.09.1997   | 25.09.1997     | —             | 3D-Jump 'n' Run | Sonic Team / Traveller's Tales     |
| 6   | Sonic R                            | 11.11.1998   | 15.11.1998     | 11.12.1998    | Rennspiel       | Sonic Team / Traveller's Tales     |
| 7   | Sega Smash Pack                    | Februar 1999 | —              | 23. Juni 2000 | Collection      | Sega                               |
| 8   | Sega Puzzle Pack                   | 1999         | —              | 14. Juli 2000 | Collection      | Sega                               |
| 9   | Sega Smash Pack 2                  | 2000         | —              | 2000          | Collection      | Sega                               |
| 10  | Sonic Adventure DX: Director’s Cut | 14.09.2004   | 06.02.2004     | 18.12.2003    | 3D-Jump 'n' Run | Sonic Team / NOW Production        |
| 11  | Sonic Heroes                       | 17.11.2004   | 26.11.2004     | 09.12.2004    | 3D-Jump 'n' Run | Sonic Team                         |
| 12  | Sonic Mega Collection Plus         | 09.03.2007   | 31.03.2006     | —             | Collection      | Sonic Team                         |
| 13  | Sonic Riders                       | 17.11.2006   | 24.11.2006     | —             | Rennspiel       | Sonic Team / NOW Production        |
| 14  | Sonic PC Collection                | —            | 2009           | —             | Collection      | Sega                               |
| 15  | Dreamcast Collection               | 22.02.2011   | 25.02.2011     | —             | Collection      | Sega                               |
| 16  | Sonic Generations                  | —            | 25.11.2011     | —             | 3D-Jump 'n' Run | Devil's Details                    |

### Steam
| Nr. | Titel                                | Weltweiter Release | Genre            | Entwickler                       |
| --- | ------------------------------------ | ------------------ | ---------------- | -------------------------------- |
| 1   | Sonic & Sega All-Stars Racing        | 03.03.2010         | Rennspiel        | Sumo Digital                     |
| 2   | Sonic 3D: Flickies’ Island           | 01.06.2010         | 3D-Jump 'n' Run  | Sonic Team / Traveller's Tales   |
| 3   | Sonic the Hedgehog Spinball          | 13.09.2010         | Pinball          | Sega Technical Institute         |
| 4   | Dr. Robotnik’s Mean Bean Machine     | 13.09.2010         | Puzzle           | Sega Technical Institute         |
| 5   | Sonic the Hedgehog                   | 26.10.2010         | 2D-Jump 'n' Run  | Sonic Team                       |
| 6   | Sonic the Hedgehog 2                 | 27.01.2011         | 2D-Jump 'n' Run  | Sonic Team                       |
| 7   | Sonic 3 & Knuckles                   | 27.01.2011         | 2D-Jump 'n' Run  | Sonic Team                       |
| 8   | Sonic Adventure DX: Director’s Cut   | 04.03.2011         | 3D-Jump 'n' Run  | Sonic Team / NOW Production      |
| 9   | Sonic Generations                    | 04.11.2011         | 3D-Jump 'n' Run  | Sonic Team                       |
| 10  | Sonic the Hedgehog CD                | 19.01.2012         | 2D-Jump 'n' Run  | Sonic Team                       |
| 11  | Sonic the Hedgehog 4: Episode I      | 19.01.2012         | 2D-Jump 'n' Run  | Sonic Team / Dimps               |
| 12  | Sonic the Hedgehog 4: Episode II     | 15.05.2012         | 2D-Jump 'n' Run  | Sonic Team / Dimps               |
| 13  | Sonic Adventure 2                    | 19.11.2012         | 3D-Jump 'n' Run  | Sonic Team                       |
| 14  | Sonic & All-Stars Racing Transformed | 31.01.2013         | Rennspiel        | Sumo Digital                     |
| 15  | Sonic Lost World                     | 02.11.2015         | 3D-Jump 'n' Run  | Sonic Team                       |
| 16  | Dreamcast Collection                 | 22.07.2016         | Collection       | Sega                             |
| 17  | Sonic Mania                          | 29.08.2017         | 2D-Jump 'n' Run  | Headcannon / PagodaWest Games    |
| 18  | Sonic Forces                         | 07.11.2017         | 3D-Jump 'n' Run  | Sonic Team                       |
| 19  | Sonic Mania Plus                     | 17.07.2018         | 2D-Jump 'n' Run  | Headcannon / PagodaWest Games    |
| 20  | Team Sonic Racing                    | 21.05.2019         | Rennspiel        | Sumo Digital                     |
| 21  | Sonic Origins                        | 23.06.2022         | Collection       | Sonic Team / Headcannon          |
| 22  | Sonic Frontiers                      | 08.11.2022         | Action-Adventure | Sonic Team                       |
| 23  | Sonic Colours: Ultimate              | 06.02.2023         | 3D-Jump 'n' Run  | Blind Squirrel Games             |
| 24  | The Murder of Sonic the Hedgehog     | 31.03.2023         | Visual Novel     | Sega                             |
| 25  | Sonic Origins Plus                   | 23.06.2023         | Collection       | Sonic Team                       |
| 26  | Sonic Superstars                     | 17.10.2023         | 2D-Jump 'n' Run  | Sonic Team                       |
| 27  | Sonic X Shadow Generations           | 25.10.2024         | 3D-Jump 'n' Run  | Sonic Team                       |
| 28  | Sonic Rumble                         | 2025               | Battle Royale    | Sonic Team / Rovio Entertainment |
| 29  | Sonic Racing CrossWorlds             | 2025               | Rennspiel        |                                  |

### macOS
| Nr. | Titel                         | Weltweiter Release | Genre           | Entwickler                     |
| --- | ----------------------------- | ------------------ | --------------- | ------------------------------ |
| 1   | Sonic & Sega All-Stars Racing | 03.03.2010         | Rennspiel       | Sumo Digital                   |
| 2   | Sonic 3D: Flickies’ Island    | 01.06.2010         | Action          | Sonic Team / Traveller's Tales |
| 3   | Sega Superstars Tennis        | 17.10.2013         | Sport           | Sumo Digital                   |
| 4   | Sonic Racing 1                | 19.09.2019         | Rennspiel       | SEGA HARDlight                 |
| 5   | Sonic Dash + 1                | 08.04.2022         | Auto-Runner     | SEGA HARDlight                 |
| 6   | Sonic Speed Simulator         | 16.04.2022         | 3D-Jump 'n' Run | Sega / Gamefam Studios         |
| 7   | Sonic Dream Team 1            | 05.12.2023         | 3D-Jump 'n' Run | SEGA HARDlight                 |

### Epic Games Store
| Nr. | Titel                   | Weltweiter Release | Genre           | Entwickler                    |
| --- | ----------------------- | ------------------ | --------------- | ----------------------------- |
| 1   | Sonic Mania             | 29.08.2017         | 2D-Jump 'n' Run | Headcannon / PagodaWest Games |
| 2   | Sonic Colours: Ultimate | 07.09.2021         | 3D-Jump 'n' Run | Blind Squirrel Games          |
| 3   | Sonic Origins           | 23.06.2022         | Collection      | Sonic Team / Headcannon       |
| 4   | Sonic Origins Plus      | 23.06.2023         | Collection      | Sonic Team                    |
| 5   | Sonic Superstars        | 17.10.2023         | 2D-Jump 'n' Run | Sonic Team                    |

## Mobile-Games

### Sonic Cafe
| Nr. | Titel                                                       | Release USA | Release Europa | Release Japan | Genre            | Entwickler             |
| --- | ----------------------------------------------------------- | ----------- | -------------- | ------------- | ---------------- | ---------------------- |
| 1   | Sonic the Hedgehog (2001 Mobile Version)                    | —           | —              | 18.06.2001    | 2D-Jump 'n' Run  | Sonic Team             |
| 2   | Sonic Tennis                                                | —           | —              | 20.12.2001    | Sport            | Sonic Team             |
| 3   | Sonic's Napoleon / Sonic no Napoleon                        | —           | —              | 20.12.2001    | Kartenspiel      | Sonic Team             |
| 4   | Sonic Golf                                                  | —           | —              | 28.01.2002    | Sport            | Sonic Team             |
| 5   | Speed                                                       | —           | —              | 2002          | Sport            | Sonic Team             |
| 6   | Sonic Fishing                                               | —           | —              | 25.03.2002    | Sport            | Sonic Team             |
| 7   | Sonic Billiards                                             | —           | —              | 22.04.2002    | Sport            | Sonic Team             |
| 8   | Good Friend Chao! / Nakayoshi Chao!                         | —           | —              | 24.05.2002    | Simulation       | Sonic Team             |
| 9   | Sonic Bowling                                               | —           | —              | 22.07.2002    | Sport            | Sonic Team             |
| 10  | Dr. Eggman's Number Guess Panic! / Eggman no Kazuate Panic! | —           | —              | 20.09.2002    | Geschicklichkeit | Sonic Team             |
| 11  | Sonic's Mine Sweeper                                        | —           | —              | 21.10.2002    | Denkspiel        | Sonic Team             |
| 12  | Sonic Racing Shift Up                                       | —           | —              | 18.11.2002    | Rennspiel        | Sonic Team             |
| 13  | Sonic Putter                                                | —           | —              | 27.01.2003    | Sport            | Sonic Team             |
| 14  | Sonic Darts                                                 | 2005        | 2005           | 21.04.2003    | Sport            | Sonic Team             |
| 15  | Sonic Racing Kart                                           | 2004        | 2004           | 28.07.2003    | Rennspiel        | Sonic Team             |
| 16  | Sonic Reversi                                               | —           | —              | 27.10.2003    | Denkspiel        | Sonic Team             |
| 17  | Tails No Flying Get                                         | —           | —              | 05.12.2003    | Geschicklichkeit | Sonic Team             |
| 18  | Sonic Hopping                                               | —           | —              | 05.12.2003    | Geschicklichkeit | Sonic Team             |
| 19  | Sonic Hopping 2                                             | —           | —              | 23.02.2004    | Geschicklichkeit | Sonic Team             |
| 20  | Sonic Hearts                                                | 2005        | 2005           | 26.07.2004    | Kartenspiel      | Sonic Team             |
| 21  | Sonic Panel Puzzle                                          | —           | —              | 22.09.2004    | Puzzle           | Sonic Team             |
| 22  | Sonic Gammon                                                | —           | —              | 25.10.2004    | Denkspiel        | Sonic Team             |
| 23  | Sonic's Millionaires                                        | —           | —              | 24.01.2005    | Kartenspiel      | Sonic Team             |
| 24  | Sonic Jump (2005)                                           | 30.04.2007  | 30.04.2007     | 21.02.2005    | Geschicklichkeit | Sonic Team / AirPlay   |
| 25  | Amy's American Page One / Amy no Page One                   | —           | —              | 2005          | Kartenspiel      | Sonic Team             |
| 26  | Sonic Kart 3D X                                             | —           | —              | 20.10.2005    | Rennspiel        | Sonic Team             |
| 27  | Sonic the Hedgehog (2005 Mobile Version)                    | 2005        | 2006           | 2005          | 2D-Jump 'n' Run  | Sonic Team             |
| 28  | Shadow Shoot                                                | —           | —              | 2006          | Action           | Sonic Team             |
| 29  | Sonic Golf 3D                                               | 2006        | 2006           | 2006          | Sport            | Sonic Team             |
| 30  | Sonic the Hedgehog 2 (2006 Mobile Version)                  | 2008        | 2008           | 2006          | 2D-Jump 'n' Run  | Sonic Team             |
| 31  | Sonic's 7 Narabe                                            | —           | —              | 2006          | Kartenspiel      | Sonic Team             |
| 32  | Speed DX                                                    | —           | —              | 2006          | Kartenspiel      | Sonic Team             |
| 33  | Sonic Speed DX                                              | —           | —              | 20.03.2006    | Kartenspiel      | Sonic Team             |
| 34  | Sonic Reversi Hyper                                         | —           | —              | 2007          | Kartenspiel      | Sonic Team             |
| 35  | Sonic's Time Limit Train                                    | —           | —              | 2007          | 2D-Jump 'n' Run  | Sonic Team             |
| 36  | Sonic Casino Poker                                          | —           | —              | 28.08.2007    | Kartenspiel      | Sonic Team             |
| 37  | Sonic the Hedgehog (iPod-Version)                           | 18.12.2007  | 18.12.2007     | 18.12.2007    | 2D-Jump 'n' Run  | Backbone Entertainment |
| 38  | Sonic Jump 2                                                | 20.05.2008  | 20.05.2008     | 20.05.2008    | Geschicklichkeit | Sonic Team             |

### iOS
| Nr. | Titel                                        | Release USA | Release Europa | Release Japan | Genre            | Entwickler                       |
| --- | -------------------------------------------- | ----------- | -------------- | ------------- | ---------------- | -------------------------------- |
| 1   | Sonic the Hedgehog (2007 iOS-Version)        | 18.12.2007  | 18.12.2007     | 18.12.2007    | 2D-Jump 'n' Run  | Sonic Team                       |
| 2   | Sonic bei den Olympischen Spielen            | 16.06.2008  | 16.06.2008     | 16.06.2008    | Sport            | Airplay / Mediatonic             |
| 3   | Sonic bei den Olympischen Winterspielen      | 30.01.2010  | 30.01.2010     | —             | Sport            | Sega / Venan Entertainment       |
| 4   | Sonic the Hedgehog 2 (2010 iOS-Version)      | 20.04.2010  | 20.04.2010     | 20.04.2010    | 2D-Jump 'n' Run  | Sonic Team                       |
| 5   | Sonic Freehand / Sonic the Sketchhog         | 05.09.2011  | 05.09.2011     | 01.07.2010    | 2D-Jump 'n' Run  | Sega                             |
| 6   | Sonic the Hedgehog 4: Episode I              | 07.10.2010  | 07.10.2010     | 12.10.2010    | 2D-Jump 'n' Run  | Sonic Team / Dimps               |
| 7   | Sonic the Hedgehog Spinball                  | 16.12.2010  | —              | —             | Pinball          | Sega Technical Institute         |
| 8   | Sonic & Sega All-Stars Racing                | 18.06.2011  | —              | November 2011 | Rennspiel        | Sumo Digital                     |
| 9   | Sonic 20th Anniversary                       | 05.09.2011  | 05.09.2011     | 05.09.2011    | Collection       | Sega                             |
| 10  | Sonic the Hedgehog CD                        | 15.12.2011  | 15.12.2011     | 15.12.2011    | 2D-Jump 'n' Run  | Sonic Team                       |
| 11  | Sonic the Hedgehog 4: Episode II             | 17.05.2012  | 17.05.2012     | 17.05.2012    | 2D-Jump 'n' Run  | Sonic Team / Dimps               |
| 12  | Sonic Jump (2012)                            | 18.10.2012  | 18.10.2012     | 18.10.2012    | Geschicklichkeit | SEGA HARDlight                   |
| 13  | Sonic Dash                                   | 07.03.2013  | 07.03.2013     | 07.03.2013    | Auto-Runner      | SEGA HARDlight                   |
| 14  | Sonic the Hedgehog (2013 iOS-Version)        | 16.05.2013  | 15.05.2013     | —             | 2D-Jump 'n' Run  | Sonic Team                       |
| 15  | Sonic the Hedgehog 2 (2013 iOS-Version)      | 12.12.2013  | 12.12.2013     | 12.12.2013    | 2D-Jump 'n' Run  | Sonic Team                       |
| 16  | Sonic & All-Stars Racing Transformed         | 02.01.2014  | 02.01.2014     | 02.01.2014    | Rennspiel        | Sumo Digital                     |
| 17  | Sonic Dash S                                 | —           | —              | 05.02.2014    | Auto-Runner      | SEGA HARDlight                   |
| 18  | Sonic Jump Fever                             | 10.07.2014  | 10.07.2014     | 10.07.2014    | Geschicklichkeit | SEGA HARDlight                   |
| 19  | Sonic Runners                                | 25.06.2015  | 25.06.2015     | 25.02.2015    | Auto-Runner      | Sonic Team                       |
| 20  | Sonic Dash Club                              | —           | —              | 17.05.2015    | Auto-Runner      | SEGA HARDlight                   |
| 21  | Sonic Dash 2: Sonic Boom                     | 09.10.2015  | 09.10.2015     | 09.10.2015    | Auto-Runner      | SEGA HARDlight                   |
| 22  | Sonic Forces: Speed Battle                   | 02.11.2017  | 02.11.2017     | 02.11.2017    | Endless Runner   | SEGA HARDlight                   |
| 23  | Sonic Runners Adventure                      | 20.12.2017  | 20.12.2017     | 20.12.2017    | Auto-Runner      | Gameloft                         |
| 23  | Sonic Racing 1                               | 19.09.2019  | 19.09.2019     | 19.09.2019    | Rennspiel        | SEGA HARDlight                   |
| 24  | Sonic bei den Olympischen Spielen Tokyo 2020 | 07.05.2020  | 07.05.2020     | 07.05.2020    | Sport            | Sega                             |
| 25  | Sonic Dash + 1                               | 08.04.2022  | 08.04.2022     | 08.04.2022    | Auto-Runner      | SEGA HARDlight                   |
| 26  | Sonic Speed Simulator                        | 16.04.2022  | 16.04.2022     | 16.04.2022    | 3D-Jump 'n' Run  | Sega / Gamefam Studios           |
| 27  | Sonic Prime Dash 2                           | 13.07.2023  | 13.07.2023     | 13.07.2023    | Auto-Runner      | SEGA HARDlight                   |
| 28  | Sonic Dream Team 1                           | 05.12.2023  | 05.12.2023     | 05.12.2023    | 3D-Jump 'n' Run  | SEGA HARDlight                   |
| 29  | Sonic Mania Plus 2                           | 08.05.2024  | 08.05.2024     | 08.05.2024    | 3D-Jump 'n' Run  | Netflix Games                    |
| 30  | Sonic Rumble                                 | 2025        | 2025           | 2025          | Battle Royale    | Sonic Team / Rovio Entertainment |

### Android
| Nr. | Titel                                        | Release USA | Release Europa | Release Japan | Genre            | Entwickler                       |
| --- | -------------------------------------------- | ----------- | -------------- | ------------- | ---------------- | -------------------------------- |
| 1   | Sonic Jump (2005)                            | —           | —              | 25.04.2011    | Geschicklichkeit | Sonic Team / AirPlay             |
| 2   | Sonic Advance                                | —           | —              | 25.11.2011    | 2D-Jump 'n' Run  | Sonic Team / Dimps               |
| 3   | Sonic the Hedgehog CD                        | 14.12.2011  | 14.12.2011     | 14.12.2011    | 2D-Jump 'n' Run  | Sonic Team                       |
| 4   | Sonic the Hedgehog 4: Episode I              | 25.01.2012  | 25.01.2012     | 25.01.2012    | 2D-Jump 'n' Run  | Sonic Team / Dimps               |
| 5   | Sonic the Hedgehog 4: Episode II             | 16.05.2012  | 16.05.2012     | 16.05.2012    | 2D-Jump 'n' Run  | Sonic Team / Dimps               |
| 6   | Sonic Jump (2012)                            | 21.12.2012  | 21.12.2012     | 21.12.2012    | Geschicklichkeit | SEGA HARDlight                   |
| 7   | Sonic the Hedgehog                           | 16.05.2013  | 16.05.2013     | 16.05.2013    | 2D-Jump 'n' Run  | Sonic Team                       |
| 8   | Sonic & Sega All-Stars Racing                | 18.09.2013  | 18.09.2013     | 25.09.2013    | Rennspiel        | Sumo Digital                     |
| 9   | Sonic Dash (Google Play)                     | 26.11.2013  | 26.11.2013     | 26.11.2013    | Auto-Runner      | SEGA HARDlight                   |
| 10  | Sonic the Hedgehog 2                         | 12.12.2013  | 12.12.2013     | 12.12.2013    | 2D-Jump 'n' Run  | Sonic Team                       |
| 11  | Sonic & All-Stars Racing Transformed         | 03.01.2014  | 03.01.2014     | 03.01.2014    | Rennspiel        | Sumo Digital                     |
| 12  | Sonic Dash S                                 | —           | —              | 05.02.2014    | Auto-Runner      | SEGA HARDlight                   |
| 13  | Sonic Dash (Amazon Appstore)                 | 11.03.2014  | 11.03.2014     | 11.03.2014    | Auto-Runner      | SEGA HARDlight                   |
| 14  | Sonic Jump Fever                             | 10.07.2014  | 10.07.2014     | 10.07.2014    | Geschicklichkeit | SEGA HARDlight                   |
| 15  | Sonic Runners                                | 25.06.2015  | 25.06.2015     | 25.02.2015    | Auto-Runner      | Sonic Team                       |
| 16  | Sonic Dash Club                              | —           | —              | 17.05.2015    | Auto-Runner      | SEGA HARDlight                   |
| 17  | Sonic Dash 2: Sonic Boom                     | 01.07.2015  | 01.07.2015     | 01.07.2015    | Auto-Runner      | SEGA HARDlight                   |
| 18  | Sonic Runners Adventure                      | 09.08.2017  | 10.06.2017     | 09.08.2017    | Auto-Runner      | Gameloft                         |
| 19  | Sonic Forces: Speed Battle                   | 15.11.2017  | 15.11.2017     | 15.11.2017    | Endless Runner   | SEGA HARDlight                   |
| 20  | Sonic bei den Olympischen Spielen Tokyo 2020 | 07.05.2020  | 07.05.2020     | 07.05.2020    | Sport            | Sega                             |
| 21  | Sonic Speed Simulator                        | 16.04.2022  | 16.04.2022     | 16.04.2022    | 3D-Jump 'n' Run  | Sega / Gamefam Studios           |
| 22  | Sonic Prime Dash 1                           | 13.07.2023  | 13.07.2023     | 13.07.2023    | Auto-Runner      | SEGA HARDlight                   |
| 23  | Sonic Mania Plus 1                           | 08.05.2024  | 08.05.2024     | 08.05.2024    | 3D-Jump 'n' Run  | Netflix Games                    |
| 24  | Sonic Rumble                                 | 2025        | 2025           | 2025          | Battle Royale    | Sonic Team / Rovio Entertainment |

### Blackberry OS
| Nr. | Titel                           | Release USA | Release Europa | Release Japan | Genre           | Entwickler         |
| --- | ------------------------------- | ----------- | -------------- | ------------- | --------------- | ------------------ |
| 1   | Sonic the Hedgehog              | 21.08.2009  | —              | —             | 2D-Jump 'n' Run | Sonic Team         |
| 2   | Sonic the Hedgehog 4: Episode I | 01.03.2013  | 01.03.2013     | 01.03.2013    | 2D-Jump 'n' Run | Sonic Team / Dimps |
| 3   | Sonic & Sega All-Stars Racing   | 20.12.2013  | 20.12.2013     | —             | Rennspiel       | Sumo Digital       |

### Sonstige Mobile
| Nr. | Titel              | Release USA | Release Europa | Release Japan | Genre           | Entwickler |
| --- | ------------------ | ----------- | -------------- | ------------- | --------------- | ---------- |
| 1   | Sonic the Hedgehog | 2005        | 2005           | 2005          | 2D-Jump 'n' Run | Sonic Team |
| 2   | Sonic Putter       | —           | —              | 23.06.2009    | Sport           | Sonic Team |
| 3   | Sonic Unleashed    | —           | 04.06.2009     | —             | 3D-Jump 'n' Run | Gameloft   |
| 4   | Sonic Bowling      | —           | —              | 16.12.2009    | Sport           | Sonic Team |

## Arcade
| Nr. | Titel                                                               | Release USA | Release Europa | Release Japan | Genre           | Entwickler      |
| --- | ------------------------------------------------------------------- | ----------- | -------------- | ------------- | --------------- | --------------- |
| 1   | Waku Waku Sonic Patrol Car                                          | —           | —              | Dezember 1991 | Rennspiel       | Sega            |
| 2   | Sega Sonic Cosmo Fighter Galaxy Patrol                              | —           | —              | 25.04.1993    | Action          | Sega            |
| 3   | SegaSonic the Hedgehog                                              | Juli 1993   | September 1993 | Juni 1993     | 3D-Jump 'n' Run | Sega AM3        |
| 4   | Sonic the Hedgehog                                                  | 1993        | —              | —             | 2D-Jump 'n' Run | Sonic Team      |
| 5   | Sonic the Hedgehog 2                                                | 1993        | —              | —             | 2D-Jump 'n' Run | Sonic Team      |
| 6   | Sonic the Fighters                                                  | Juli 1996   | August 1996    | Juni 1996     | Beat 'em up     | Sega AM2        |
| 7   | Sonic Live!                                                         | —           | —              | 2008          | Slot Machine    | Sega            |
| 8   | Sonic & Sega All-Stars Racing                                       | 25.05.2011  | —              | —             | Rennspiel       | Sumo Digital    |
| 9   | Sonic Athletics                                                     | —           | —              | 25.04.2013    | Rennspiel       | Sega            |
| 10  | Sonic Ghost Shooting                                                | —           | —              | 27.07.2013    | Action          | Sega            |
| 11  | Sonic Brain Ranking                                                 | —           | —              | November 2013 | Denkspiel       | Sega            |
| 12  | Sonic Dash Extreme                                                  | —           | Mai 2015       | —             | Auto-Runner     | SEGA HARDlight  |
| 13  | Mario & Sonic bei den Olympischen Spielen Rio 2016 Arcade Edition   | 24.06.2016  | —              | 18.02.2016    | Sport           | Nintendo / Sega |
| 14  | Mario & Sonic bei den Olympischen Spielen Tokyo 2020 Arcade Edition | 23.01.2020  | —              | 23.01.2020    | Sport           | Nintendo / Sega |
| 15  | Sonic the Hedgehog at Topgolf                                       | 15.11.2024  | —              | —             | Sport           | Topgolf / Sega  |

## Bundles
Nachfolgend aufgeführt sind einfache Spiel-Bundles, in denen mehrere, einzelne Spiele ohne jede Anpassung zusammen verkauft worden sind. Eigenständige Compilations oder Collections zählen hingegen als eigenes Spiel.
| Nr. | Titel                                                                       | Inhalt | System                             | Releasejahr | Region                        |
| --- | --------------------------------------------------------------------------- | --- | ---------------------------------- | ----------- | ----------------------------- |
| 1   | Mega 6 Volume 3                                                             | Sonic the Hedgehog + 5 Nicht-Sonic-Spiele | Sega Mega Drive                    | 1995        | Nur in Europa                 |
| 2   | 6-Pak                                                                       | Sonic the Hedgehog + 5 Nicht-Sonic-Spiele | Sega Genesis                       | 1995        | Nur in den USA                |
| 3   | Sega Family Fun Pak                                                         | Sonic the Hedgehog CD, Sonic's Schoolhouse + 3 Nicht-Sonic-Spiele | PC                                 | 1996        | Nur in den USA                |
| 4   | Sonic & Garfield Pack                                                       | Sonic & Knuckles Collection + 2 Nicht-Sonic-Spiele | PC                                 | 1999        | Nur in den USA                |
| 5   | Sonic Speed Pack!                                                           | Sonic 3D: Flickies’ Island, Sonic R | PC                                 | 1999        | Nur in den USA                |
| 6   | Arcade Collection                                                           | Sonic 3D: Flickies’ Island, Sonic R + 4 Nicht-Sonic-Spiele | PC                                 | 2000        | Nur im Vereinigten Königreich |
| 7   | Sonic Action Pack                                                           | Sonic & Knuckles Collection, Sonic the Hedgehog CD, Sonic R | PC                                 | 2000        | Nur in den USA                |
| 8   | Sonic Action 4 Pack                                                         | Sonic & Knuckles Collection, Sonic the Hedgehog CD, Sonic R, Sega Smash Pack 2                                                                                                  | PC                                 | 2001        | Nur in den USA                |
| 9   | Twin Pack: Sega Smash Pack & Sega Smash Pack 2                              | Twin Pack: Sega Smash Pack & Sega Smash Pack 2 | PC                                 | 2002        | Nur in den USA                |
| 10  | Twin Pack: Sonic the Hedgehog CD & Sonic & Knuckles Collection              | Twin Pack: Sonic the Hedgehog CD & Sonic & Knuckles Collection | PC                                 | 2002        | Nur in den USA                |
| 11  | Sega Mega Pack                                                              | Sonic & Knuckles Collection, Sonic the Hedgehog CD, Sega Smash Pack, Sega Smash Pack 2                                                                                          | PC                                 | 2003        | Nur in den USA                |
| 12  | 2 Games in 1: Sonic Advance & Sonic Pinball Party                           | 2 Games in 1: Sonic Advance & Sonic Pinball Party | Game Boy Advance                   | 2005        | USA, Europa                   |
| 13  | 2 Games in 1: Sonic Advance & Sonic Battle                                  | 2 Games in 1: Sonic Advance & Sonic Battle | Game Boy Advance                   | 2005        | Japan, Europa                 |
| 14  | 2 Games in 1: Sonic Advance & ChuChu Rocket!                                | 2 Games in 1: Sonic Advance & ChuChu Rocket! | Game Boy Advance                   | 2005        | Japan, Europa                 |
| 15  | 2 Games in 1: Sonic Pinball Party & Sonic Battle                            | 2 Games in 1: Sonic Pinball Party & Sonic Battle | Game Boy Advance                   | 2005        | Japan, Europa                 |
| 16  | 2 Games in 1: Sonic Battle & ChuChu Rocket!                                 | 2 Games in 1: Sonic Battle & ChuChu Rocket! | Game Boy Advance                   | 2005        | Nur in Spanien                |
| 17  | 2 Games in 1: Sonic Pinball Party & Columns Crown                           | 2 Games in 1: Sonic Pinball Party & Columns Crown | Game Boy Advance                   | 2005        | Nur in Spanien                |
| 18  | 2 in 1 Combo Pack: Sonic Heroes & Super Monkey Ball Deluxe                  | 2 in 1 Combo Pack: Sonic Heroes & Super Monkey Ball Deluxe | Xbox                               | 2005        | Nur in den USA                |
| 19  | 2 in 1 Combo Pack: Sonic Mega Collection Plus & Super Monkey Ball Deluxe    | 2 in 1 Combo Pack: Sonic Mega Collection Plus & Super Monkey Ball Deluxe | Xbox                               | 2005        | Nur in den USA                |
| 20  | Sonic Double Pack                                                           | Sonic 3D: Flickies’ Island, Sonic R | PC                                 | 2008        | Nur im Vereinigten Königreich |
| 21  | Sega Fun Pack: Sonic and the Secret Rings & Super Monkey Ball: Banana Blitz | Sega Fun Pack: Sonic and the Secret Rings & Super Monkey Ball: Banana Blitz | Wii                                | 2009        | Nur in den USA                |
| 22  | Sega Fun Pack: Sonic Rush & Super Monkey Ball: Touch & Roll                 | Sega Fun Pack: Sonic Rush & Super Monkey Ball: Touch & Roll | Nintendo DS                        | 2009        | Nur in den USA                |
| 23  | Sega Fun Pack: Sonic Mega Collection Plus & Shadow the Hedgehog             | Sega Fun Pack: Sonic Mega Collection Plus & Shadow the Hedgehog | PlayStation 2                      | 2009        | Nur in den USA                |
| 24  | Sega Fun Pack: Sonic Rivals 2 & Sega Genesis Collection                     | Sega Fun Pack: Sonic Rivals 2 & Sega Genesis Collection | PlayStation Portable               | 2009        | Nur in den USA                |
| 25  | Sega Mega Drive Classic Collection Gold Edition                             | Sonic the Hedgehog, Sonic the Hedgehog 2, Sonic 3 & Knuckles, Sonic the Hedgehog Spinball, Dr. Robotnik’s Mean Bean Machine, Sonic 3D: Flickies’ Island + 40 Nicht-Sonic-Spiele | PC                                 | 2009        | USA, Europa, Australien       |
| 26  | Sonic Anniversary PC Pack                                                   | Sonic PC Collection + Zubehör | PC                                 | 2011        | Nur in Australien             |
| 27  | Sonic Hits Collection                                                       | 14 Sonic-Spiele | Steam                              | 2013        | International                 |
| 28  | Sega War Bundle                                                             | Sonic & All-Stars Racing Transformed + 12 Nicht-Sonic-Spiele | Steam                              | 2013        | International                 |
| 29  | Sega Forever                                                                | Sonic the Hedgehog, Sonic the Hedgehog 2, Sonic the Hedgehog CD, Sonic the Hedgehog 4: Episode II                                                                               | iOS, Android                       | 2017        | International                 |
| 30  | 2 Hits Pack: Sonic Forces & Puyo Puyo Tetris                                | 2 Hits Pack: Sonic Forces & Puyo Puyo Tetris | Nintendo Switch                    | 2018        | Nur in Europa                 |
| 31  | Sonic Forces & Sonic Mania Plus Double Pack                                 | Sonic Forces & Sonic Mania Plus Double Pack | PS4, Xbox One, Nintendo Switch, PC | 2018        | International                 |
| 32  | Sonic Mania Plus & Team Sonic Racing                                        | Sonic Mania Plus & Team Sonic Racing | PS4, Xbox One                      | 2019        | Nur in Spanien                |
| 33  | The Ultimate Sonic Bundle                                                   | Sonic Mania, Sonic Forces, Team Sonic Racing | PS4, Xbox One, PC                  | 2019        | International                 |
| 34  | Sonic the Hedgehog: Ultimate Bundle                                         | 17 Sonic-Spiele | Steam                              | 2020        | International                 |
| 35  | Sonic Mania & Team Sonic Racing Double Pack                                 | Sonic Mania & Team Sonic Racing Double Pack | Nintendo Switch                    | 2020        | Nur in den USA                |
| 36  | Sonic the Hedgehog: Legacy Bundle                                           | Sonic Adventure, Sonic Adventure 2, Sonic the Hedgehog 4: Episode I, Sonic the Hedgehog 4: Episode II, Sonic Generations                                                        | Steam                              | 2024        | International                 |
| 37  | Sonic the Hedgehog: Legacy Bundle                                           | Sonic the Fighters, Sonic Adventure, Sonic Adventure 2, Sonic the Hedgehog 4: Episode I, Sonic the Hedgehog 4: Episode II, Sonic Generations                                    | Xbox One, Xbox Series              | 2024        | International                 |

## Abgesagte Spiele
Diese Videospiele waren in Entwicklung, wurden aber nie veröffentlicht:
- Sonic the Hedgehog (1991, Amiga)
- Sonic’s Edusoft (1991, Sega Master System)
- Sister Sonic (1993, Sega Mega-CD)
- Sonic Jr. (1994, Sega Pico)
- Sonic Crackers (1994, Sega Mega Drive)
- Sonic Mars (1995, Sega 32X)
- Sonic X-treme (1997, Sega Saturn)
- Sonic Extreme (2002, Xbox)
- Sonic X: Chaos Emerald Chaos (2004, Game Boy Advance)
- Sonic DS (2004, Nintendo DS)
- Sega Classics Pack (2005, Gizmondo)
- Sonic Chronicles 2 (2008, Nintendo DS)

## Gastauftritte
Neben seinen eigenen Videospielen tauchen Sonic oder Anspielungen auf ihn mit größeren oder kleineren Cameo-Auftritten in folgenden, anderen Videospielen auf:
- Rad Mobile (1990, Arcade)
- The Adventures of Quik & Silva (1991, Amiga, Atari ST)
- Puzzle Construction (1991, Sega Tera Drive)
- Sports Talk Baseball (1991, Sega Mega Drive)
- Joe Montana II: Sports Talk Football (1991, Sega Mega Drive)
- Art Alive (1991, Sega Mega Drive)
- Wally wo Sagase (1992, Arcade)
- Ayrton Senna's Super Monaco GP II (1992, Sega Mega Drive)
- Tom & Jerry: The Movie (1992, Sega Master System, Sega Game Gear)
- Pro Yakyuu Super League CD (1992, Sega Mega-CD)
- Zool (1992, Sega Mega Drive, Amiga)
- The Majors: Pro Baseball (1992, Sega Game Gear)
- Sega GamePack 4 in 1 (1992, Sega Game Gear)
- Sega Multimedia Studio: Sega CD Demo (1992, Sega Mega-CD)
- J. League Pro Striker (1993, Sega Mega Drive)
- Ranger-X (1993, Sega Mega Drive)
- OutRunners (1993, Sega Mega Drive)
- The Amazing Spider-Man vs. The Kingpin (1993, Sega Mega-CD)
- Shining Force II (1993, Sega Mega Drive)
- Wimbledon Championship Tennis (1993, Sega Mega Drive)
- Phantasy Star IV (1993, Sega Mega Drive)
- F-1 (1993, Sega Master System)
- Ultimate Soccer (1993, Sega Mega Drive, Sega Master System, Sega Game Gear)
- Crazy Faces (1993, Sega Game Gear)
- Streets of Rage 3 (1994, Sega Mega Drive)
- Daytona USA (1994, Arcade, PC, Sega Saturn, Sega Dreamcast)
- Popful Mail (1994, Sega Mega-CD)
- Formula One World Championship: Beyond the Limit (1994, Sega Mega-CD)
- Stack Columns (1994, Arcade)
- Torarete Tamaruka!? (1994, Sega Game Gear)
- Mega Turrican (1994, Sega Mega Drive)
- Crusader of Centy (1994, Sega Mega Drive)
- Jazz Jackrabbit (1994, PC)
- Pro Yakyuu GG League '94 (1994, Sega Game Gear)
- Mickey Mania (1994, Sega Mega Drive, Sega Mega-CD, SNES)
- Sega Channel (1994, Sega Mega Drive)
- Gale Racer (1994, Sega Saturn)
- Super Power League 2 (1994, SNES)
- Megalopolis: Tokyo City Battle (1994, Arcade)
- Metal Head (1995, 32X)
- Virtua Striker (1995, Arcade)
- Clockwork Knight 2 (1995, Sega Saturn)
- Bug! (1995, Sega Saturn, PC)
- Cool Riders (1995, Arcade)
- Donkey Kong Country 2: Diddy’s Kong Quest (1995, SNES, Game Boy Advance)
- Premier Manager (1995, Sega Mega Drive)
- Fighting Vipers (1995, Arcade, Sega Saturn)
- Virtua Fighter 2 (1995, Sega Saturn)
- Paradise Heights 2 (1995, PC)
- A Hard Day's Night (1995, NEC PC-98)
- Omakase! Savers (1996, Sega Saturn)
- Last Bronx (1996, Arcade, Sega Saturn, PlayStation 2)
- Neko Daisuki! (1996, Sega Game Gear)
- Bugs Bunny in Double Trouble (1996, Sega Mega Drive)
- Uniracers (1996, SNES)
- Premier Manager '97 (1996, Sega Mega Drive)
- WaveRunner (1996, Arcade)
- Christmas NiGHTS (1996, Sega Saturn)
- Sega Super GT/Scud Race (1996, Arcade)
- Sega Ski Super G (1996, Arcade)
- Le Mans 24 (1997, Arcade)
- Motor Raid (1997, Arcade)
- Sega Bass Fishing (1997, Arcade, Sega Dreamcast, PC, Nintendo Wii, Xbox 360)
- Harley-Davidson & L.A. Riders (1997, Arcade)
- Neon Genesis Evangelion: Girlfriend of Steel (1997, Sega Saturn, PlayStation, PlayStation 2, PSP, PC)
- Sega Saturn de Hakken! Tamagotchi Park (1998, Sega Saturn)
- Burning Rangers (1998, Sega Saturn)
- Spike Out (1998, Arcade)
- Dirt Devils (1998, Arcade)
- L.A. Machineguns: Rage of the Machines (1998, Arcade)
- Toy Commander (1999, Sega Dreamcast)
- Pac-Man World (1999, PlayStation)
- NBA 2K (1999, Sega Dreamcast)
- ChuChu Rocket! (1999, Sega Dreamcast, Game Boy Advance, Mobile)
- Shenmue (1999, Sega Dreamcast)
- Derby Owners Club (1999, Arcade)
- Super Postal (2000, PC)
- Jet Set Radio (2000, Sega Dreamcast, Game Boy Advance)
- Spyro: Year of the Dragon (2000, PlayStation)
- Phantasy Star Online (2000, Sega Dreamcast, Nintendo GameCube, Xbox, PC)
- Alien Front Online (2001, Sega Dreamcast)
- Segagaga (2001, Sega Dreamcast)
- Illbleed (2001, Sega Dreamcast)
- Virtua Striker 3 (2001, Arcade, Nintendo GameCube)
- Shenmue II (2001, Sega Dreamcast, Xbox)
- Beach Spikers Virtua Beach Volleyball (2001, Arcade, Nintendo GameCube)
- Virtua Fighter 4: Evolution (2002, PlayStation 2)
- Virtua Cop 3 (2003, Arcade)
- Billy Hatcher and the Giant Egg (2003, Nintendo GameCube, PC)
- Virtua Quest (2004, Nintendo GameCube, PlayStation 2)
- Feel the Magic / Project Rub (2004, Nintendo DS)
- OutRun 2006: Coast 2 Coast (2006, Playstation 2, PSP, Xbox, PC)
- Asterix & Obelix XXL 2: Mission Las Vegum (2006, Playstation 2, PSP, PC)
- Virtua Fighter 5 (2006, Arcade, Xbox 360, PlayStation 3, PlayStation 4)
- Phantasy Star Universe (2006, Playstation 2, Xbox 360, PC)
- Puyo Puyo!! 15th Anniversary (2006, Nintendo Wii, Nintendo DS, Playstation 2, PSP)
- Sega Rally Revo (2007, Playstation 3, Xbox 360, PC)
- Die Simpsons – Das Spiel (2007, Nintendo Wii, Nintendo DS, Playstation 2, Playstation 3, PSP, Xbox 360)
- Bangai-O Spirits (2008, Nintendo DS)
- Sega Splash Golf (2008, PC)
- The Incredible Hulk (2008, Nintendo Wii, Nintendo DS, Playstation 2, Playstation 3, Xbox 360, PC)
- Samba de Amigo (2008, Nintendo Wii)
- LittleBigPlanet (2008, Playstation 3)
- R-Tuned: Ultimate Street Racing (2008, Arcade)
- Taiko no Tatsujin (2008, Mobile)
- Yakuza 3 (2009, PlayStation 3)
- Hatsune Miku: Project DIVA (2009, PSP)
- Bayonetta (2010, PlayStation 3, Xbox 360, Wii U)
- Phantasy Star Portable 2 (2009, PSP)
- Valkyria Chronicles II (2010, PSP)
- Transformice (2010, PC)
- Scott Pilgrim Vs. the World: The Game (2010, PlayStation 3, Xbox 360)
- Hyperdimension Neptunia (2010, PlayStation 3)
- Hatsune Miku: Project DIVA Arcade (2010, Arcade)
- Spiral Knights (2011, PC)
- Virtua Tennis 4 (2011, Nintendo Wii, Playstation 3, Playstation Vita, Xbox 360, PC)
- Puyo Puyo!! 20th Anniversary (2011, Nintendo DS, Nintendo 3DS, Nintendo Wii, PSP)
- Hatsune Miku: Project DIVA Extend (2011, PSP)
- Farm Hokkorina (2012, Mobile)
- Samurai & Dragons (2012, PSVita)
- Super Monkey Ball: Banana Splitz (2012, PSVita)
- Phantasy Star Online 2 (2012, PC, PlayStation 4, PSVita, Nintendo Switch, Mobile)
- Grand Theft Auto V (2012, PlayStation 3, Xbox 360, PC, PlayStation 4, Xbox One, PlayStation 5)
- Candy Crush Saga (2012, PC, Mobile)
- Fun Run (2012, Mobile)
- Puyo Puyo Quest (2013, Mobile)
- Chain Chronicle (2013, Mobile)
- Gran Turismo 6 (2013, Playstation 3)
- Puyo Puyo Tetris (2014, Nintendo 3DS, Wii U, Xbox 360, PSVita, PlayStation 3, PlayStation 4, Nintendo Switch, PC)
- Dengeki Bunko: Fighting Climax (2014, Arcade)
- Dragon Coins (2014, Mobile)
- Mario Kart 8 (2014, Wii U)
- Dengeki Bunko: Fighting Climax Ignition (2014, PlayStation 3, PlayStation 4, PSVita)
- Hero Bank 2 (2014, Nintendo 3DS)
- Action Henk (2014, PC, PlayStation 4, Xbox One)
- Monster Hunter 4 Ultimate (2015, Nintendo 3DS)
- Yoshi’s Woolly World (2015, Wii U)
- Skullgirls 2nd Encore (2015, Nintendo Switch, PlayStation 4, PSVita, Xbox One, Xbox Series, PC)
- Super Mario Maker (2015, Wii U)
- Lego Dimensions (2015, PlayStation 3, Playstation 4, Wii U, Xbox 360, Xbox One)
- Project X Zone 2 (2015, Nintendo 3DS)
- Hatsune Miku: Project Mirai DX (2015, Nintendo 3DS)
- Angry Bird Epic (2015, Mobile)
- Yakuza Kiwami (2016, PlayStation 3, PlayStation 4, PC)
- Deus Ex: Mankind Divided (2016, PlayStation 4, Xbox One, PC)
- Persona 5 (2016, PlayStation 3, PlayStation 4)
- Pewdiepie's Tuber Simulator (2016, Mobile)
- Pac-Man (2016, Mobile)
- Monster Super League (2016, Mobile)
- Super Toss The Turtle (2016, Mobile)
- Monster Gear: Burst (2016, Mobile)
- Danganronpa V3: Killing Harmony (2017, PlayStation 4, PC)
- Mario Kart 8 Deluxe (2017, Nintendo Switch)
- Crazy Taxi Gazillionaire (2017, Mobile)
- Neon FM (2017, Arcade, Mobile)
- Sega Slots (2018, Mobile)
- D×2: Shin Megami Tensei Liberation (2018, Mobile)
- Persona 5: Dancing in Starlight (2018, PlayStation 4, PSVita)
- Sega Heroes (2018, Mobile)
- Two Point Hospital (2018, Nintendo Switch, PlayStation 4, Xbox Series, Xbox One, PC)
- CrossCode (2018, Nintendo Switch, PlayStation 4, PlayStation 5, Xbox One, Xbox Series, PC, macOS)
- Spyro Reignited Trilogy (2018 PlayStation 4, Xbox One, Nintendo Switch, PC)
- Daytona Championship USA (2018, Arcade, Mobile)
- Kyoutou Kotoba RPG Kotodaman (2018, Mobile)
- Dragon City (2019, PC, Mobile)
- Super Monkey Ball: Banana Blitz HD (2019, Nintendo Switch, PlayStation 4, Xbox One, PC)
- Fist of the North Star: Legends ReVIVE (2019, Mobile)
- Black Mesa (2020, PC)
- Ninjala (2020, Nintendo Switch)
- Fall Guys (2020, PC, PlayStation 4)
- Puyo Puyo Tetris 2 (2020, Nintendo Switch, PlayStation 4, PlayStation 5, Xbox One, Xbox Series, PC)
- Hatsune Miku: Project Diva Mega 39's (2020, Nintendo Switch)
- Hatsune Miku: Colorful Stage! (2020, Mobile)
- The Henry Stickmin Collection (2020, PC)
- KartRider Rush+ (2020, Mobile)
- Taiko no Tatsujin Pop Tap Beat (2021, iOS, macOS)
- Monster Hunter Rise (2021, Nintendo Switch, PlayStation 4, PlayStation 5, Xbox One, Xbox Series, PC)
- Lost Judgement (2021, PlayStation 4, PlayStation 5, Xbox One, Xbox Series)
- Minecraft (2021, Bedrock-Version, folglich Nintendo Switch, PlayStation 4, Xbox One, PC, Mobile)
- Tokyo 2020 (2021, Nintendo Switch, PlayStation 4, Xbox One, PC, Google Stadia)
- Super Monkey Ball Banana Mania (2021, Nintendo Switch, PlayStation 4, PlayStation 5, Xbox One, Xbox Series, PC)
- Phantasy Star Online 2 New Genesis (2021, Nintendo Switch, PlayStation 4, Xbox One, Xbox Series, PC)
- Picross S: Mega Drive & Master System Edition (2021, Nintendo Switch)
- Cookie Run: Kingdom (2021, Mobile)
- Ulala: Idle Adventure (2021, Mobile)
- Candy Crush Saga (2022, Mobile)
- Taiko no Tatsujin Pop Tap Beat (2022, Mobile, Apple Arcade)
- Nickverse (2022, Roblox)
- Panic Porcupine (2022, Nintendo Switch, PlayStation 4, Xbox One, Xbox Series, PC)
- 404 Game Re:Set (2023, Mobile)
- Idol Showdown (2023, PC)
- Samba de Amigo: Party Central (2023, Nintendo Switch)
- Dr. Fetus' Mean Meat Machine (2023, Nintendo Switch, PlayStation 4, PlayStation 5, Xbox One, Xbox Series, PC)
- Hyenas (2023, PlayStation 4, PlayStation 5, Xbox One, Xbox Series, PC)
- Like a Dragon Gaiden: The Man Who Erased His Name (2023, PlayStation 4, PlayStation 5, Xbox One, Xbox Series, PC)
- Super Monkey Ball: Banana Rumble (2024, Nintendo Switch)
- Fortress Saga: AFK RPG (2024, Mobile)